# 班扎克
班扎克（法語：Bunzac，法語發音：[bœ̃zak]）是法国夏朗德省的一个市镇，位于该省中东部，属于昂古莱姆区。

## 地理
班扎克（45°42'4"N, 0°21'5"E）面积13.32 平方千米，位于法国新阿基坦大区夏朗德省，该省份为法国西部内陆省份，北起德塞夫勒省和维埃纳省，东临上维埃纳省，东南至多尔多涅省，南至多爾多涅省，西接滨海夏朗德省。
与班扎克接壤的市镇（或旧市镇、城区）包括：莫尔纳克、普朗扎克、塔杜瓦尔河畔穆兰、昂古莱姆地区拉罗什富科。

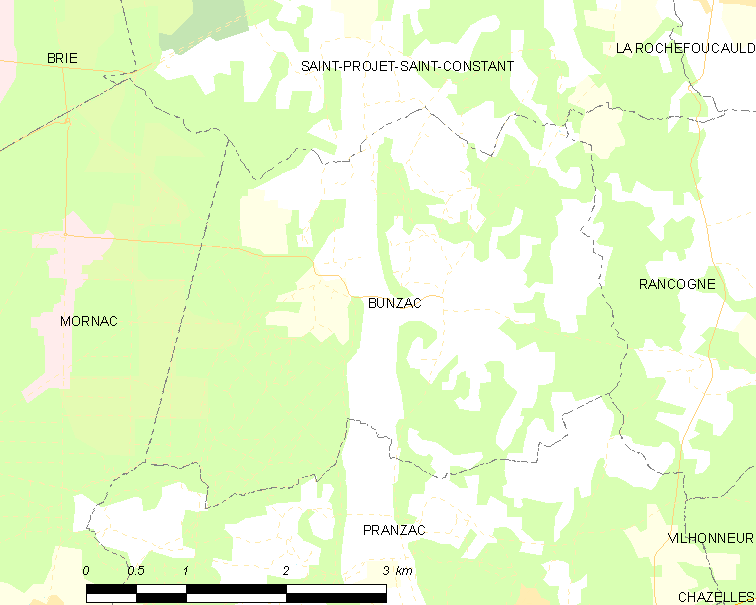
班扎克的OSM定位图

班扎克的时区为UTC+01:00、UTC+02:00（夏令时）。

## 行政
班扎克的邮政编码为16110，INSEE市镇编码为16067。

## 政治
班扎克所属的省级选区为塔杜瓦尔河谷县。

## 人口

1962-2008年间班扎克人口变化图示

班扎克于2022年1月1日时的人口数量为453人。